# Elle est belle
Albums de Henri Dès
Je suis dans l'coup
(1967)
Elle est belle est le premier album pour adultes d'Henri Dès (un 45 tours), sorti en 1966,.
La pochette à deux facettes le représente une fois pensif et une fois hilare, en écho aux deux chansons tendres (Elle est belle et Le cœur gros) de la face A et aux deux chansons gaies de la face B (Quand finit l'été et Le réveille-matin).

## Liste des chansons
Face A: Elle est belle
Face A: Le cœur gros
Face B: Quand finit l’été
Face B:Le réveille-matin